# Josefa Joaquina Sánchez
Josefa Joaquina Sánchez (18 d'octubre de 1765, La Guaira, Veneçuela - 1813, Cumaná, Veneçuela) va ser una veneçolana que va participar en la Conspiració de Gual i España organitzada pel seu marit, el militar veneçolà José María España. És recordada principalment per haver promocionat la conspiració i per la confecció de la bandera del moviment revolucionari, la qual cosa l'ha fet ser considerada la «brodadora de la primera bandera de Veneçuela».

## Biografia
Josefa Joaquina Sánchez va néixer el 18 d'octubre de 1765 en el port de la Guaira, Veneçuela, filla de Joaquín Sánchez i de Juana Bastidas.
El 27 de juliol de 1783 va contreure matrimoni amb el militar veneçolà José María España, amb qui va tenir fins a nou fills, dels quals un va morir mentre va estar a la presó. Juntament amb el seu marit, es va involucrar en la Conspiració de Gual i España que tenia com a propòsit alçar a les armes la població veneçolana per alliberar-se del jou espanyol. Sánchez va ser l'encarregada de copiar els documents del moviment revolucionari i de confeccionar les banderes que usarien els revolucionaris. A causa d'això, se la considera la «brodadora de la primera bandera de Veneçuela».
El 8 de maig de 1799, el seu marit va ser assassinat per les autoritats veneçolanes, que van penjar el seu cadàver com a advertència pels altres conspiradors. Dies abans, Sánchez havia estat interrogada per oficials veneçolans respecte España, després que un esclau anomenat Rafael España els delatés.
Després de la mort del seu marit, va ser detinguda i traslladada a Caracas, on mesos després va rebre la seva sentència de presó amb una durada de vuit anys, que hauria de complir a la Casa Hospicio de Caracas. No obstant això, l'any 1808, al final de la seva sentència, va ser bandejada de Cumaná juntament amb els seus fills. Quan es va iniciar el procés d'Independència de Veneçuela, va tornar al país i va sol·licitar una pensió al govern. Va morir l'any 1813.